# Debattierclub Aachen
Der Debattierclub Aachen e. V. ist der deutsch- und englischsprachige Debattierclub in Aachen. Gegründet am 2. April 2008, ist er seit dem 25. September 2008 Mitglied im Verband der Debattierclubs an Hochschulen e. V. (VDCH). Er finanziert sich durch Unterstützung seitens der Universität sowie durch Spenden.
Gemäß Tradition unter deutschen Debattierklubs richtet sich der Verein primär an Studenten, steht grundsätzlich jedoch jedem interessierten Bürger offen.
Während der letzten Jahre erlangte er durch rege und erfolgreiche Teilnahme an nationalen sowie internationalen Debattierveranstaltungen Bekanntheit (s. u.).
Derzeit – letzter Stand Mai 2016 – bewertet ihn die International Debate Education Association (IDEA) als den achtbesten deutschen Debattierklub weltweit.

## Ziel des Vereins
Satzungsgemäßes Ziel des Vereins ist eine Förderung und Pflege der Streitkultur. Erreicht wird dies durch regelmäßiges Abhalten argumentativer Debatten nach den im akademischen Debattieren üblichen Regelwerken der Offenen Parlamentarischen Debatte (OPD) oder dem Britischen Parlamentsstil (BPS).
Veranstaltet werden diese Debatten sowohl in deutscher als auch in englischer Sprache mehrmals wöchentlich zu verschiedenen Themen aus Politik, Wissenschaft und Philosophie.

## Entwicklung
Der Debattierclub Aachen wurde im April 2008 als erster seiner Art in Aachen von den RWTH-Studierenden Florian Krämer und Jennifer Krah initiiert. Nach wenigen Wochen wurde er in das Vereinsregister Aachen als gemeinnütziger Verein eingetragen. Im September folgte der Beitritt zum Verband der Debattierclubs an Hochschulen.
Bedingt durch seine Grenzlage inmitten der Euregio war der Club von Anfang an auch international ausgerichtet. Bereits kurze Zeit nach seiner Gründungsphase besuchte ein Aachener Team etwa die European Universities Debating Championship, damals in Galway (Irland), und schaffte den Halbfinalseinzug bei der Sciences Po IV 2011 in Le Havre sowie bei der Centrale IV 2011 in Paris.
Neben der Teilnahme an Debattierturniern und -seminaren richtet der Club diese auch selbst aus. Die von ihm organisierten regulären Debatten werden von der RWTH teilweise als Lehrveranstaltung mit der Möglichkeit zur Vergabe eines Leistungsnachweises anerkannt.

## Aktivitäten und Erfolge
- 6. Platz als Klub in der Freien Debattierliga (FDL), Saison 2010/11[4]
- Veranstaltung des Debating Workshop Aachen im Februar 2011; einem Workshop für Debattanten mit internationaler Ausrichtung[5]
- Finaleinzug beim Punkturnier Stuttgart 2011[6]
- Halbfinalseinzug bei der Sciences Po IV 2011 in Le Havre[7]
- Erster Platz beim Nikolausturnier 2011 in Münster[8]
- Halbfinalseinzug bei der Centrale IV 2011 der École Centrale Paris[9]
- 15. Platz als Klub der FDL-Saison 2011/12[10]
- Finaleinzug bei der Tilbury House IV 2012[11]
- Erster Platz beim Nikolausturnier 2012 in Münster[12]
- 6. Platz als Klub und zwei 12. Plätze in der Einzelrednertabelle der FDL-Saison 2012/13[13]
- Veranstaltung eines Jurierseminars im Januar 2013[14]
- Ausrichtung einer ZEIT-Debatte im Mai 2013 unter der Schirmherrschaft von Martin Schulz in Kooperation mit der Wochenzeitung Die Zeit[15][16][17]
- Ausrichtung einer Klartext-Europa-Debatte im Juni 2013 als Teil von „Debate Changing Europe“ – einem Projekt von Europadebatten in 7 Ländern Europas[18]
- Erster Platz bei der Elbe Open in Magdeburg im Juni 2013[19]
- Top of the Tab bei der Elbe Open in Magdeburg im Juni 2013[20]
- Finaleinzug bei der ZEIT-Debatte Frankfurt im November 2013[21]
- Stellung eines Chefjurors beim Schwarzwaldcup in Freiburg im November 2013[22]
- Stellung eines Chefjurors beim Nikolausturnier 2013 in Münster[23]
- Top of the Tab beim Nikolausturnier 2013 in Münster[24]
- 9. Platz als Klub und ein 8. Platz sowie ein 25. Platz in der Einzelrednertabelle der FDL-Saison 2013/14[25]
- Bester Redner bei der ZEIT-Debatte Dresden im Januar 2014[26]
- Westdeutscher Vizemeister 2014[27]
- Stellung eines Chefjurors beim Bayern-Cup in Bayreuth im Mai 2014[28]
- Stellung eines Chefjurors beim Brüder-Grimm-Cup in Marburg im Mai 2014[29]
- Stellung eines Chefjurors beim Boddencup in Greifswald im Juli 2014[30]
- Erster Platz und Top of the Tab beim Nikolausturnier 2014 in Münster[31]
- Stellung eines Chefjurors bei der ZEIT-Debatte Oberfranken[32]
- Ausrichtung der Westdeutschen Meisterschaft[33]
- Erster Platz und beste Finalrede beim Schwarzwaldcup 2015[34]
- Vize-Weltmeister bei der World Universities Debating Championship (WUDC) 2016 in der Kategorie English as Second Language[35]

## Weiterführende Links
- Internetauftritt des VDCH
- Achte Minute: Beachtetes Magazin der deutschen Debattierszene